# James McKenzie
Pour les articles homonymes, voir McKenzie.
James McKenzie est un boxeur écossais né le 13 août 1903 à Leith et mort le 8 janvier 1931 à Portobello.

## Carrière
Affilié au United Scottish Amateur Boxing Club  de Westminster, il remporte la médaille d'argent dans la catégorie poids mouches aux Jeux olympiques de Paris en 1924. Après avoir battu Leo Turksma, John McGregor et Raymond Fee, McKenzie s'incline aux points en finale contre Fidel LaBarba.

## Palmarès

### Jeux olympiques
- Jeux olympiques de 1924 à Paris[1] (poids mouches)

## Référence
1. ↑  (en) Résultats des Jeux olympiques 1924 (amateur-boxing.strefa.pl)